# Port morski Lubin
Port morski Lubin – mały port morski w woj. zachodniopomorskim, w powiecie kamieńskim, w gminie Międzyzdroje, w miejscowości Lubin, położony na wyspie Wolin, na wschodnim brzegu jeziora Wicko Wielkie, w północnej zatoce Zalewu Szczecińskiego.
Nabrzeża ciągną się wzdłuż brzegów kanału, gdzie znajduje się również kilka przystani dla łodzi rybackich. Port posiada basen o długości 80 m i szerokości 10 m. Głębokości w tym basenie kształtują się od 3,1 m na początku, 2,9 m pośrodku, do 1,6 m przy końcu basenu.
W 2002 r. port miał: 
- nabrzeża basenu Rybackiego wraz z falochronami o łącznej długości 365,86 m
- nabrzeże Postojowe Zewnętrzne o długości 120,68 m wraz z wyciągiem łodzi rybackich.

W granicach administracyjnych portu znajduje się akwatorium o powierzchni 0,0397 km², które stanowi obszar morskich wód wewnętrznych jeziora Wicko Wielkie o średniej szerokości 50 m, licząc od linii brzegu, położony naprzeciw części lądowej portu wraz z wodami basenu Portowego.
Port charakteryzuje stosunkowo mała powierzchnia basenu i krótka linia nabrzeży portowych, które są wysokie i nieprzystosowane do cumowania jachtów. Nawierzchnia przy nabrzeżach jest zajęta przez sprzęt należący do rybaków.
Administratorem portu jest Urząd Morski w Szczecinie. Bosmanat portu znajduje się w Wicku.
Dyrektor urzędu morskiego nie określił infrastruktury zapewniającej dostęp do tego portu.
Granice portu od strony lądu zostały ustalone w 2013 r. Port morski w Lubinie został ustanowiony przez Ministra Żeglugi w 1965 r.
Najbliższa przystań żeglarska znajduje się w odległości ok. 6,5 kabli (1200 m) w porcie Wapnica.